# Armin Ćerimagić
Armin Ćerimagić (ur. 14 stycznia 1994 w Sarajewie) – bośniacki piłkarz występujący na pozycji pomocnika.

## Kariera klubowa
Wychowanek szkółki piłkarskiej klubu FSŠ Bubamara z rodzinnego Sarajewa. W wieku 13 lat został zaproszony przez Inter Mediolan na obóz szkoleniowy i otrzymał stypendium oraz propozycję pozostania w klubie, na którą nie zgodzili się jego rodzice, tłumacząc to jego zbyt młodym wiekiem. Po powrocie do Bośni trenował on w akademii FK Željezničar, skąd od 2010 roku wyjeżdżał na kursy szkoleniowe do belgijskiego KAA Gent.
W styczniu 2012 roku, po osiągnięciu pełnoletniości, Ćerimagić podpisał z KAA Gent dwuipółletnią umowę i rozpoczął występy w drużynach młodzieżowych tego klubu. Rok 2013 spędził na dwóch wypożyczeniach do SC Eendracht Aalst (Tweede klasse), gdzie rozegrał łącznie 21 spotkań i zdobył 1 gola. Z powodu braku szansy na promocję do pierwszego składu Gentu wiosną 2014 roku zdecydował się odejść z zespołu.
Przed sezonem 2014/15 podpisał trzyletni kontrakt z Górnikiem Zabrze. 8 sierpnia 2014 zadebiutował w Ekstraklasie w wygranym 3:0 meczu przeciwko Jagiellonii Białystok. 29 kwietnia 2016 zdobył pierwszą bramkę w polskiej lidze w wygranym 2:1 meczu ze Śląskiem Wrocław. Po sezonie 2015/16 Górnik zajął w tabeli 15. lokatę, oznaczającą degradację do I ligi. W przerwie zimowej sezonu 2016/17 władze klubu zezwoliły mu na poszukiwanie nowego pracodawcy. Ogółem w barwach Górnika rozegrał on 31 ligowych spotkań i zdobył 1 gola. W lutym 2017 roku został piłkarzem GKS Katowice (I liga), gdzie zaliczył 24 występy i strzelił 2 bramki. Wiosną 2018 roku odsunięto go od treningów z pierwszą drużyną i nie przedłużono wygasającego z końcem czerwca kontraktu. W lipcu 2018 roku odbył testy w Zagłębiu Lubin, jednak sztab szkoleniowy zdecydował się nie zatrudniać go z powodu podatności na kontuzje.
W październiku 2018 roku Ćerimagić został zawodnikiem NŠ Mura. 23 listopada 2018 zadebiutował w 1. SNL w zremisowanym 2:2 meczu przeciwko NK Olimpija Lublana. W grudniu 2019 r. Opuszcza Mura.

## Kariera reprezentacyjna
W latach 2009–2016 grał w juniorskich i młodzieżowych kadrach Bośni i Hercegowiny w kategoriach U-17, U-19 oraz U-21.